# Gobierno Militar de Albacete
El Gobierno Militar de Albacete es una construcción monumental de principios del siglo XX, obra del arquitecto Daniel Rubio, situada en el centro de la ciudad española de Albacete.
Construido con la función de sanatorio, desde 1939 fue sede del Gobierno Militar de Albacete. En su lugar, en 1994, el edificio pasó a albergar la Delegación de Defensa en Albacete que en 2002 recibió el nombre de Subdelegación de Defensa en Albacete.

## Historia
A principios del siglo XX Arturo Cortés, primer gobernador republicano de Albacete y médico de profesión, encargó la construcción de un sanatorio al arquitecto municipal Daniel Rubio. El emblemático edificio vio la luz en 1920.
En abril de 1939, tras finalizar la guerra civil, fue ocupado por las fuerzas del Ejército Nacional. El 1 de octubre de 1939 el ejército arrendó el edificio pasando a albergar el Gobierno Militar de Albacete. 
En 1965 el inmueble fue adquirido definitivamente por el Ministerio del Ejército por 2 250 000 ptas de la época.
El 23 de junio de 1994 desapareció el Gobierno Militar y el edificio se erigió en sede de la Delegación de Defensa en Albacete tras los cambios producidos en la administración del Estado.
En 1995 el Ayuntamiento de Albacete incluyó al edificio en el Catálogo de Bienes Protegidos. En 2002 la Delegación de Defensa en Albacete cambió su nombre por Subdelegación de Defensa en Albacete.

## Características
El edificio es la sede del Ministerio de Defensa en Albacete, ciudad con gran tradición en este ámbito, que cuenta con importantes instalaciones como la Base Aérea de Los Llanos, el Ala 14, la Maestranza Aérea de Albacete o el TLP, entre otras. Está situado en la plaza de Gabriel Lodares, en pleno centro de la capital albaceteña. Cuenta con tres alturas sobre rasante.